# Kościół Znalezienia Krzyża Świętego w Jadowie
Kościół Znalezienia Krzyża Świętego w Jadowie – rzymskokatolicki kościół parafialny należący do dekanatu jadowskiego diecezji warszawsko-praskiej.

## Historia
Budowla została ufundowana przez hrabiego Zdzisława Zamoyskiego. Prace budowlane rozpoczęły się w 1882 roku dzięki staraniom księdza Piotra Brzozowskiego. Budowa zakończyła się w 1886 roku. Świątynię konsekrował arcybiskup warszawski, ksiądz Wincenty Teofil Popiel. Od 1893 roku w kościele znajdują się relikwie Krzyża Świętego ofiarowane przez kardynała Mieczysława Ledóchowskiego, arcybiskupa gnieźnieńskiego i poznańskiego. Obecnie są one oprawione w relikwiarz w kształcie krzyża. W dniu 15 września 2013 roku jadowski kościół został podniesiony do rangi Sanktuarium Świętego Krzyża przez arcybiskupa warszawsko-praskiego Henryka Hosera.

## Architektura
Kościół został zaprojektowany przez architekta Józefa Piusa Dziekońskiego. Został wybudowany w stylu neogotyckim. Elementy i detale architektoniczne świątyni reprezentują styl neoromański. Budowla posiada trzy nawy. W jej wnętrzu są umieszczone organy wybudowane w stylu rokokowym. Na wieży kościelnej znajdują się trzy dzwony.

## Galeria

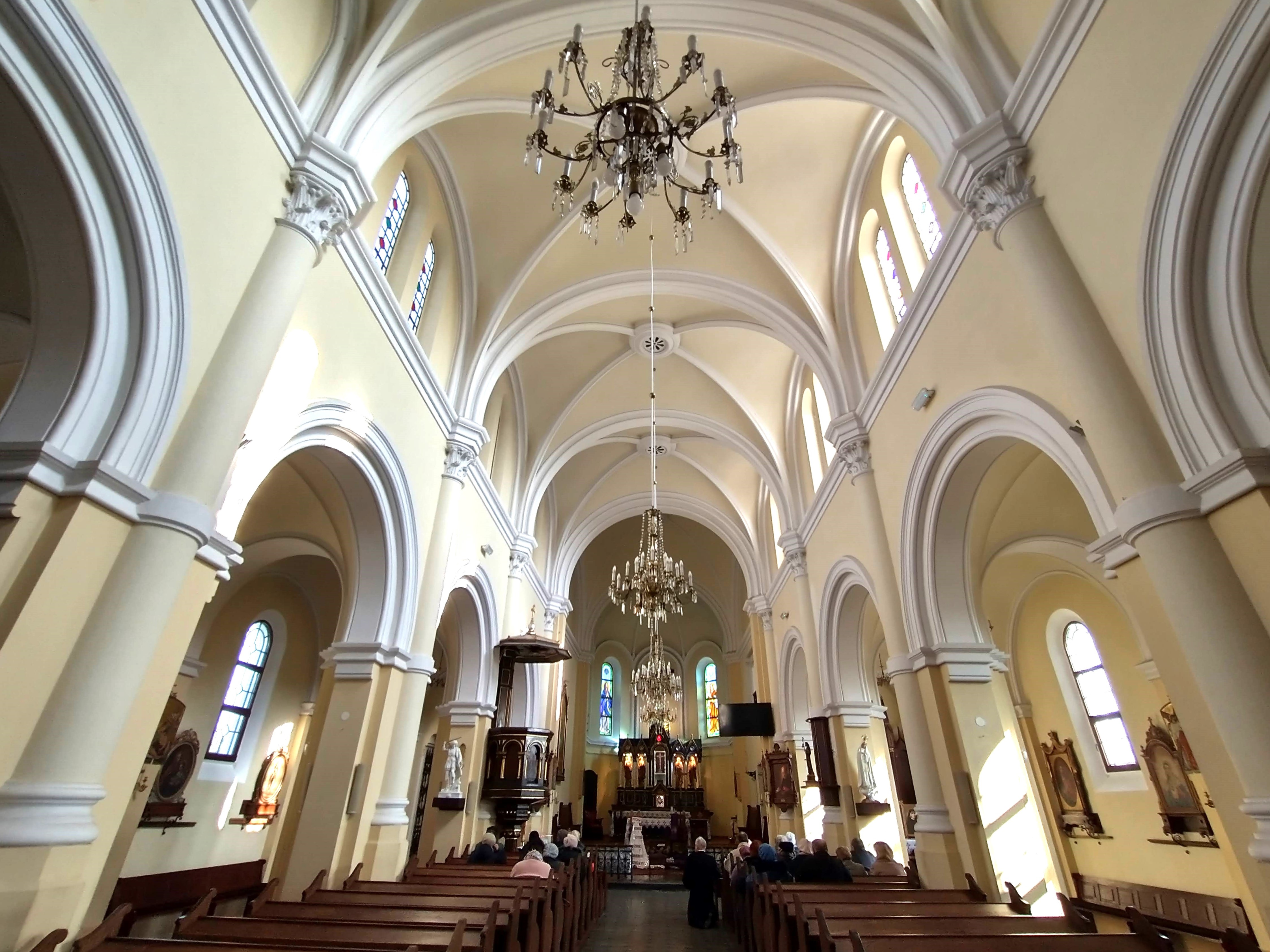
Wnętrze
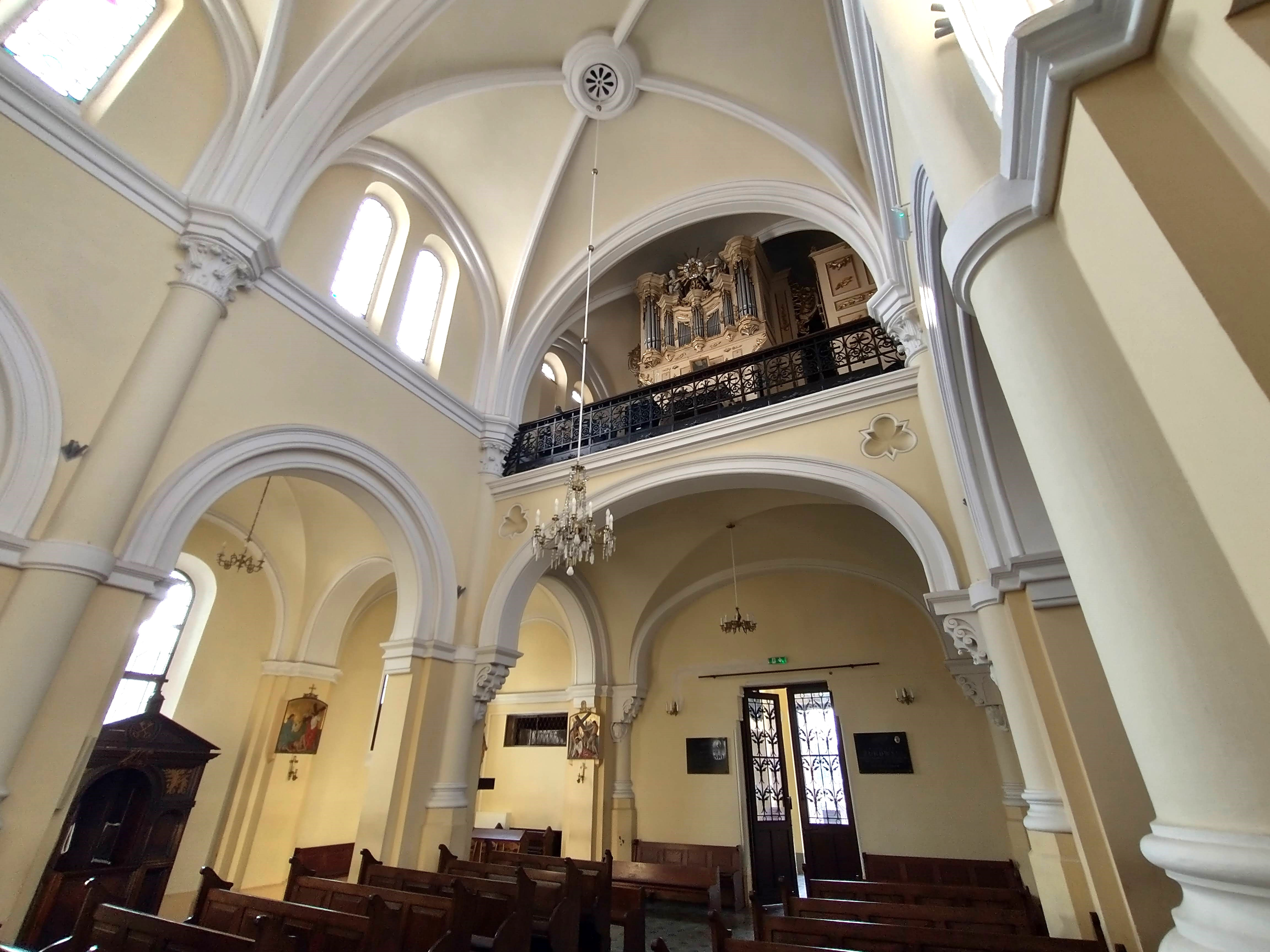
Chór
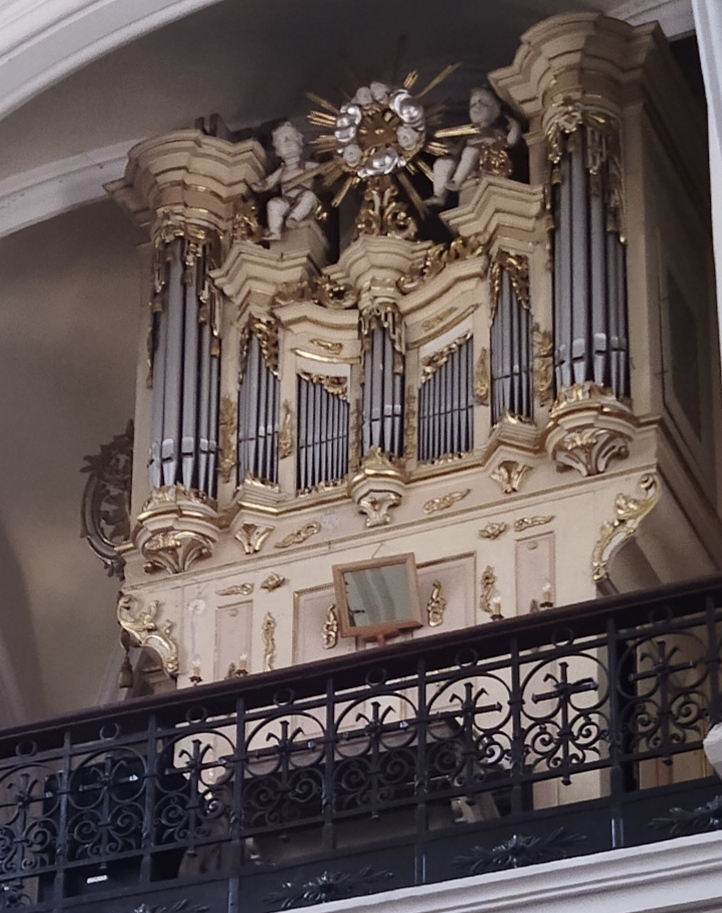
Organy